# Юршинский
Юршинский — населённый остров на юге Рыбинского водохранилища, в 10 км к северо-западу от Рыбинска. Административно относится к Каменниковскому сельскому поселению Рыбинского района Ярославской области. В 1993 году вся территория острова была объявлена особо охраняемой природной территорией. 
Остров расположен в южной части водохранилища, вблизи истока из него Волги. Форма острова близка к прямоугольнику, длина в направлении с севера на юг около 3,5 км, ширина в направлении восток — запад около 2,5 км, площадь 792 га. Примерно половина острова покрыта лесом. С востока остров отделен от административного центра — посёлка Каменники (левый берег Волги) проливом шириной около 1,5 км, по которому проходит основной фарватер (бывшее русло Волги), с юга также судоходным проливом шириной около 0,5 км от посёлка Судоверфь и деревни Свингино (бывшее русло реки Юги). С запада и севера — обширная акватория Рыбинского водохранилища (противоположные берега не видны за линией горизонта). В летнее время года связь с островом только по воде, но при наличии ледостава на водохранилище имеется возможность использования автотранспорта. Доступность острова по воде, близость к городу и одновременно отсутствие автомобильного транспорта сделали его популярным местом отдыха.
Остров образовался в 1940 году на бывшем правом берегу Волги в результате затопления суши Рыбинским водохранилищем.  На острове находятся пять деревень: Юршино, Антоново, Липняги, Обухово, Быково, занимающие юг и центр острова; северная часть острова не населена. Общая численность населения на 1 января 2007 года 43 человека. Центр администрации находится в посёлке Каменники, но примерно такова же доступность и посёлка Судоверфь, в обоих посёлках имеются медицинские амбулатории и школы, а также регулярные автобусные маршруты на Рыбинск. Почтовое обслуживание острова осуществляет отделение в посёлке Судоверфь :
- Юршино расположено на юго-востоке острова, наиболее близкий к Судоверфи пункт, поэтому там и была устроена пристань, по которой получил название и остров[5]. Население деревни на 2007 год — 3 человека. До заполнения водохранилища Юршино стояло в устье реки Юг. В Юршине сохранились остатки помещичей усадьбы. До середины XIX века усадьба принадлежала роду Глебовых, которые имели много земель в Рыбинском уезде и это была не единственная их усадьба, затем усадьба сменила ряд владельцев. Церковь Смоленской иконы Божией Матери находится в руинах[6].
- Антоново расположено на южном берегу, напротив деревни Свингино[7]. Население деревни на 2007 год — 18 человек.
- Липняги расположены в центре острова[8]. Население деревни на 2007 год — 8 человек.
- Обухово на восточной окраине напротив посёлка Каменики, отделено от берега небольшим лесом[9].. Население деревни на 2007 год — 9 человек.
- Быково на западе, но удалено от берега[10]. Население деревни на 2007 год — 5 человек.